# Vital du Four
Vital du Four, italianizzato in Vitale da Furno (Vitalis de Furno in latino; Bazas, 1260 circa – Avignone, 16 agosto 1327), è stato un cardinale, vescovo cattolico e teologo francese, appartenente all'Ordine francescano.

## Biografia
Vital du Four nacque attorno al 1260 a Bazas.
Iniziati gli studi di medicina presso l'università di Montpellier, decise poi di dedicarsi alla vita ecclesiastica, entrando nell'Ordine francescano. Tra il 1285 e il 1291 frequentò la facoltà di teologia della Sorbona e ottenne il baccalaureato, studiando sotto Jacques du Quesnoy e Raimond Rigaut.
Ordinato sacerdote, divenne professore di teologia all'università di Montpellier nel 1291. Tra il 1295 e il 1296 tornò a Parigi per studiare nuovamente sotto Jacques du Quesnoy, per poi essere nominato professore di teologia all'università di Tolosa nel 1297-1298, dove ricevette il titolo di magister. Nel 1307 fu scelto come provinciale del suo ordine in Aquitania, carica che mantenne fino al 1312. Fu inoltre priore dei monasteri di Saint-Mont e Eauze.
Grazie alla sua erudizione e alle sue capacità dialettiche, divenne anche un noto predicatore, controversista e polemista. In questa veste fu interpellato da papa Clemente V come consigliere nella disputa sui francescani spirituali. Nell'agosto 1311 scrisse una replica al Rotulus di Ubertino da Casale e nel 1312, durante il concilio di Vienne, confutò le tesi di Bonagrazia da Bergamo sulla povertà apostolica. Nello stesso concilio prese inoltre parte al processo postumo contro Bonifacio VIII.
Come ringraziamento per i suoi servigi, fu creato cardinale nel concistoro del 23 dicembre 1312, ricevendo il titolo dei Santi Silvestro e Martino ai Monti. Partecipò al conclave del 1314-1316, che vide l'elezione di papa Giovanni XXII. Il 27 maggio 1319, su invito del ministro generale Michele da Cesena, pronunciò il sermone di apertura del capitolo generale dell'Ordine, tenutosi a Marsiglia.
Nel giugno del 1321 papa Giovanni XXII lo nominò cardinale vescovo della sede suburbicaria di Albano; in occasione della sua consacrazione episcopale, avvenuta il 14 dello stesso mese, il pontefice tenne un grande banchetto di festeggiamento. Tra il 1322 e il 1323, il cardinale du Four perse brevemente i favori di Giovanni XXII, poiché nella disputa sulla povertà apostolica abbracciò le posizioni del suo ordine (all'epoca opposte a quelle del pontefice); alla fine decise tuttavia di sottomettersi nuovamente all'autorità papale.
Negli anni successivi fu più volte legato per conto del pontefice e ricevette diverse prebende, principalmente in Francia. Scrisse inoltre numerose opere su varie questioni ecclesiastiche. Nel 1326 prese parte alla commissione che condannò come eretiche le opere di Pietro di Giovanni Olivi. Si schierò inoltre contro i francescani spirituali nella disputa con i domenicani sulla povertà di Cristo. 
Morì ad Avignone il 16 agosto 1327 e fu sepolto nella locale chiesa del convento di San Francesco.

## Successione apostolica
La successione apostolica è:
- Vescovo Francesco Gattola (1321)
- Vescovo Ponce de Villamur (1322)
- Arcivescovo John de Stratford (1323)
- Vescovo Tommaso dei Tebaldeschi (1323)
- Vescovo John de Lindsey (1323)
- Vescovo Hugues Aimery (1324)

## Opere
- Quaestiones disputate de rerum principio, attribuite a Duns Scoto e pubblicate nell'edizione dell'Opera Omnia curata da Luca Wadding (Lione, 1639, tomo III; ora in: Quaestiones disputatae De rerum principio, tractatus De primo rerum omnium principio, novis curis edidit Marianus Fernandez Garcia, Quaracchi, 1910, pp. 1–624.